# Chongwe (Distrikt)

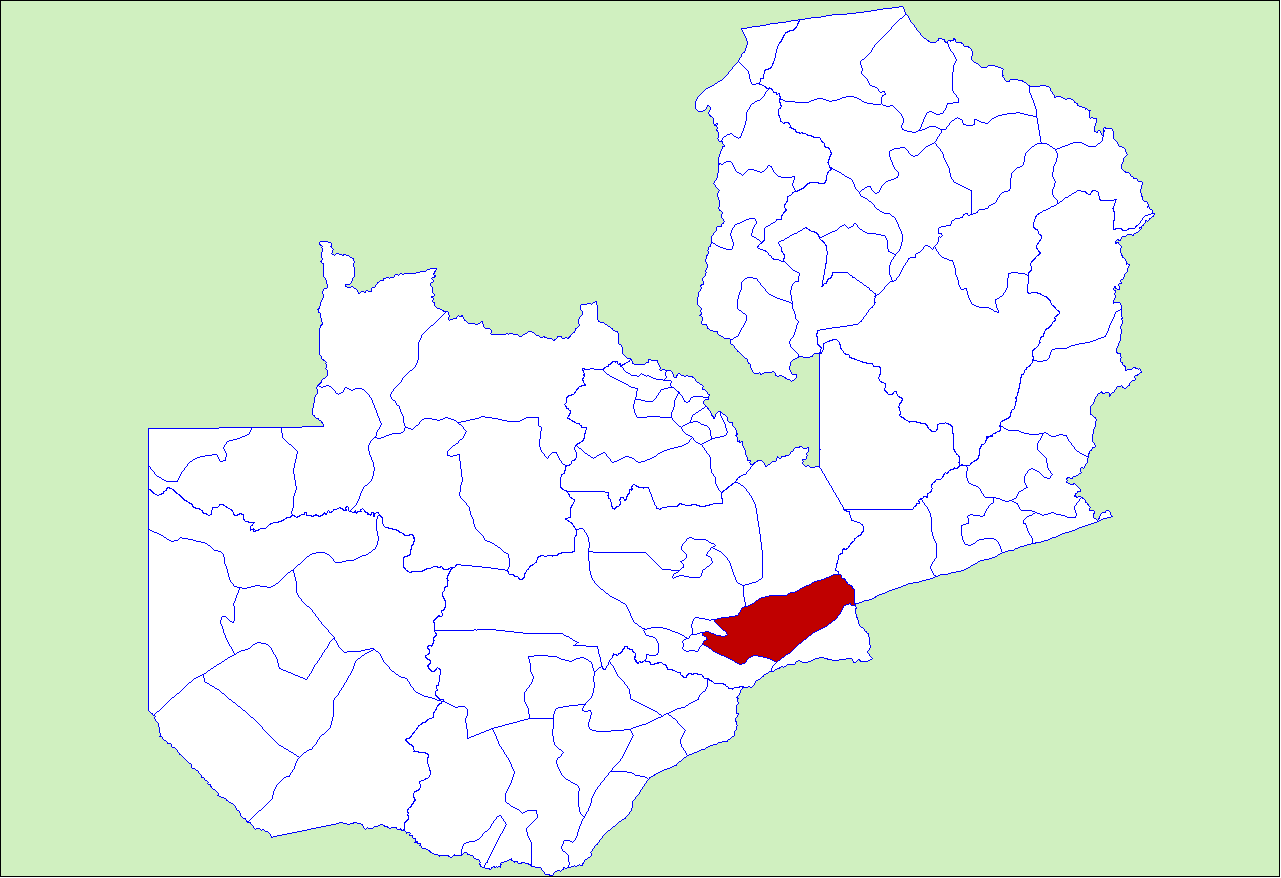
Ehemalige Ausdehnung des Distriktes Chongwe

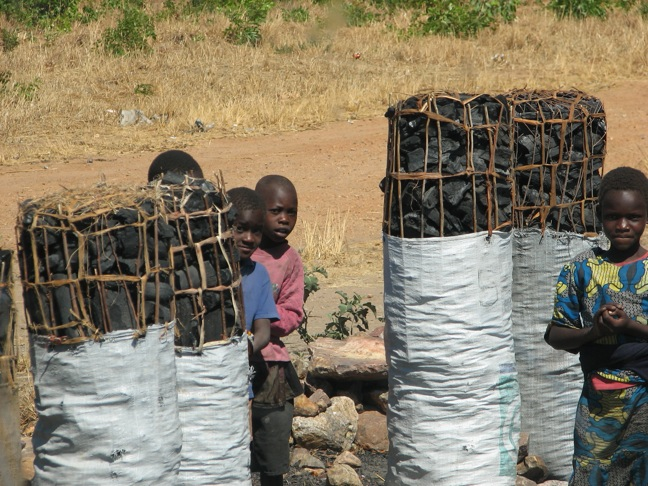
Holzkohleverkäufer an der Straße

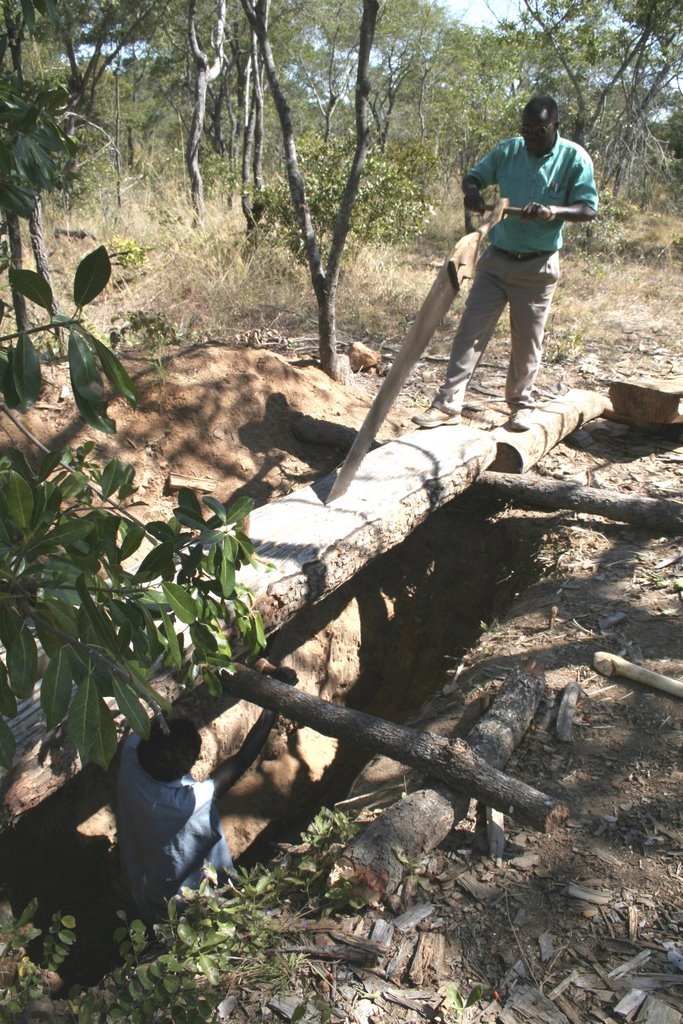
Holzverarbeitung

Chongwe ist einer von sechs Distrikten in der Provinz Lusaka in Sambia. Er hat eine Fläche von 2431 km² und 313.390 Einwohner (2022). Seine Hauptstadt ist Chongwe. Von Chongwe wurde der Distrikt Rufunsa abgespaltet. Im Gegenzug wurde eine frühere Enklave des Distriktes Kafue angegliedert.

## Geographie
Der Distrikt liegt auf einer Höhe von etwa 1100 m über dem Meeresspiegel ab. Einen Teil der Ostgrenze bildet der Fluss Chongwe.
Er grenzt im Osten an den Distrikt Rufunsa, im Süden an Kafue, im Westen an Lusaka und im Norden an die Distrikte Chibombo und Chisamba in der Zentralprovinz.
Chongwe ist in 10 Wards aufgeteilt:
- Chalimbana
- Chinkuli
- Chongwe
- Kanakantapa
- Kapwayambale
- Lukoshi
- Lwimba
- Manyika
- Nakatindi
- Ntandabale

Der Distrikt ist zu 80 Prozent mit Miombo bewaldet. In den Jahren 1989–1998 wurden 30 Prozent der Waldbestände gerodet, zu Holzkohle verarbeitet und in Lusaka verkauft. Noch heute bezieht die Hauptstadt 24 Prozent ihres Brennmaterials aus diesem Distrikt. Der durchschnittliche Niederschlag beträgt 880 mm. Der Boden ist entweder tonhaltig und braun oder zerfallender Fels, was ihn sehr sauer macht. Die Waldböden haben einen pH-Wert von 4,9–5,8 und einen Stickstoffgehalt von 1,0–4,0 Prozent und 0,05–0,4 Prozent in der oberen Humusschicht.

## Wirtschaft
Der Distrikt ist stärker an der Versorgung des Soweto-Marktes im nahen Lusaka vor allem mit Gemüse orientiert. Mais und Kassava werden nur zum Eigenbedarf angebaut und selbst das nur zum Teil, denn die Kosten für Saaten und Kunstdünger sind hoch. Rüben, Tomaten, Kohl und Erdnüsse sind die wichtigste Einnahmequellen, wobei Erdnüsse die geringsten Kosten verursachen. Die Erlöse liegen tief, weil alle Kleinbauern ihre Produkte zur selben Zeit anbieten. Sie zahlen jedoch hohe Preise, da sie nur kaufen, wenn nichts zu ernten ist. Da sie nicht direkt im Soweto-Markt verkaufen dürfen, müssen sie an Zwischenhändler verkaufen und werden auch von sogenannten „Cowboys“ zur Kasse gebeten, die sonst die Zwischenhändler fernhalten. Tiere, vor allem Hühner und Ziegen, werden nur in akuten Notzeiten verkauft. Die Menschen im Distrikt gelten als arm. Migration ist häufig. Viele Familien haben nahe Verwandte in Lusaka oder in der Ostprovinz.

## Infrastruktur
Die Stadt Chongwe liegt an der asphaltierten Great East Road. Die übrigen Straßen im Distrikt sind nicht asphaltiert. In der Stadt gibt es eine ungeteerte, 1.200 Meter lange Flugpiste, Grund- und Sekundarschulen, Krankenhäuser, Tankstellen und Elektrizität. Im weiteren Distrikt sind solche Einrichtungen kaum vorhanden.